# Hottea miragoanae
Hottea miragoanae là một loài thực vật có hoa trong Họ Đào kim nương. Loài này được Urb. mô tả khoa học đầu tiên năm 1929.